# ヴィシュヌ派
ヴィシュヌ派（ヴァイシュナヴァ, Vaiṣṇava）は、ヒンドゥー教における有力な宗派の1つ。
ヴィシュヌ神、及びその多様な化身（アヴァターラ）を最高神として崇拝する。
『マハーバーラタ』『バガヴァッド・ギーター』などを主たる典拠とし、そこに登場するクリシュナはヴィシュヌ神の主たる化身（アヴァターラ）として崇拝される。「最高神に対する絶対的帰依」を意味する「バクティ」（信愛）の概念も、このヴィシュヌ派によって広められた。

## 支流

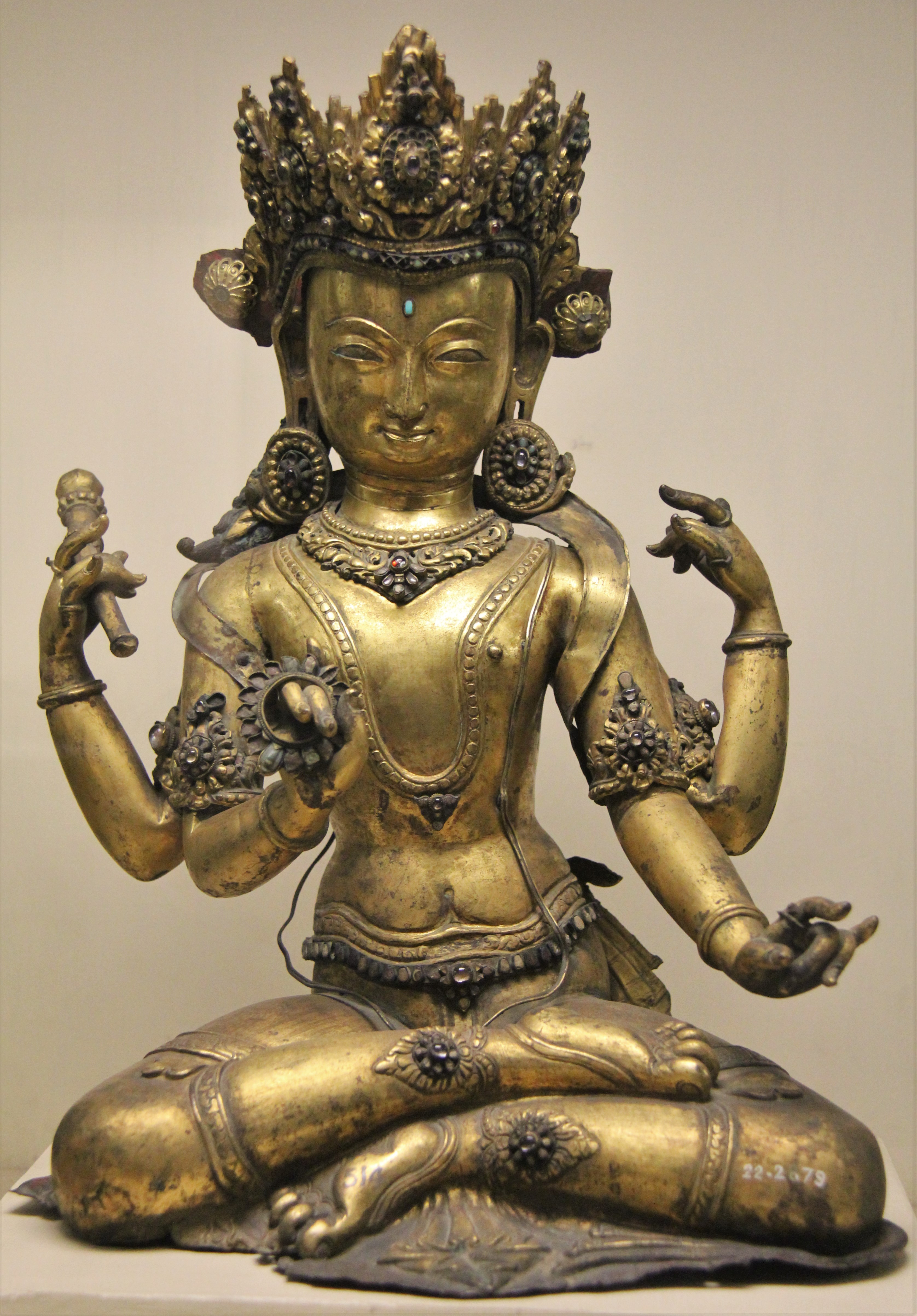
ヴィシュヌ神

ヴィシュヌ派に括られる主な派としては、以下のようなものがある。
- バーガヴァタ派（Bhāgavata）

教義はバガヴァッド・ギーターに盛り込まれている
- - マドヴァ派
  - ヴィシュヌスヴァーミン派
  - ニンバールカ派
  - バッラバ派
  - チャイタニヤ派
- パンチャラートラ派（Pañcarātra）

ナーラーヤナを崇拝し、タントリズムを基調とする